# Werner Orlowsky

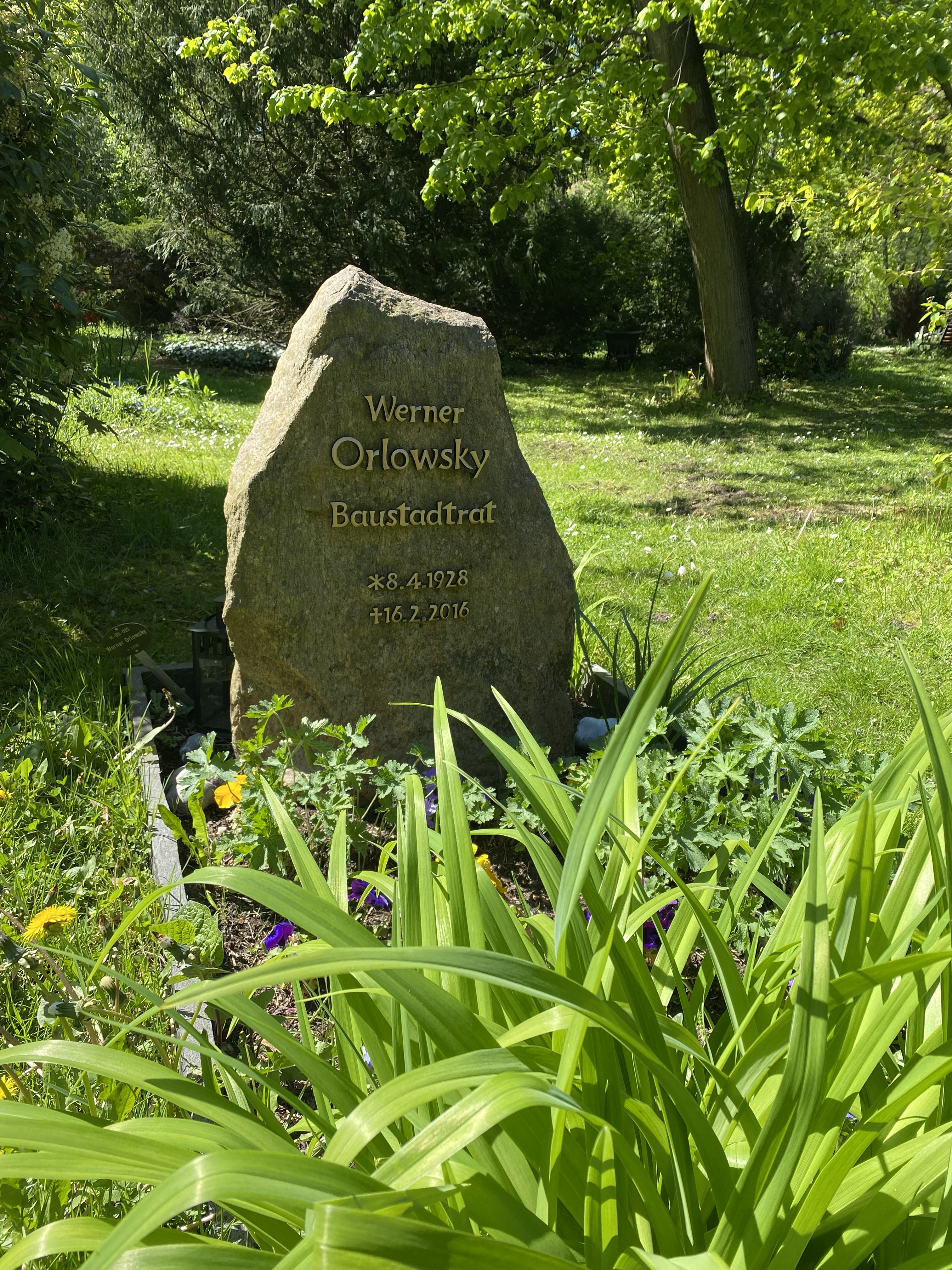
Grabstätte auf dem Dreifaltigkeitskirchhof II

Werner Orlowsky (* 8. April 1928 in Berlin-Tiergarten; † 16. Februar 2016 in Berlin) war von 1981 bis 1989 Baustadtrat in Berlin-Kreuzberg.

## Leben
Orlowsky studierte Geschichte und Philosophie. Von 1960 bis 1981 betrieb er eine Drogerie in der Dresdener Straße 19 in der Nähe des Kottbusser Tors. In den 1970er Jahren wurde der Abriss der dortigen Gebäude geplant und teilweise auch umgesetzt. Der Besetzerrat engagierte sich für den Erhalt der alten Häuser, Orlowsky wurde 1981 dessen Sprecher. Als die „Alternative Liste für Demokratie und Umweltschutz“ (heute Bündnis 90/Die Grünen Berlin) nach bezirklichen Wahlerfolgen bei der Wahl zum Abgeordnetenhaus 1981 den Posten des Baustadtrates besetzen konnte, nominierte sie den parteilosen Orlowsky. Häufig wurde er als „erster grüner Baustadtrat“ in Berlin und auch in Deutschland bezeichnet.
Mit seinem Konzept der „behutsamen Stadterneuerung“ trug Werner Orlowsky maßgeblich zum Erhalt der alten Bausubstanz in Berlin-Kreuzberg bei.
Orlowsky wurde auf dem Dreifaltigkeitskirchhof II beigesetzt.